# Al-Dżumajlijja
Al-Dżumajlijja (arab. الجميلية) – miasto w północno-zachodnim Katarze, w prowincji Ar-Rajjan; 1,7 tys. mieszkańców (2010). Stolica byłej prowincji o tej samej nazwie.